# Merit Ptah
Merit Ptah – fikcyjna postać wykreowana w 1938 r. przez kanadyjską lekarkę i feministkę, zajmującą się też amatorsko historią medycyny, Kate Campbell Hurd-Mead. Uznała ją ona za pierwszą występująca w źródłach kobietę, która zajmowała się medycyną w starożytnym Egipcie. Według Hurd-Mead jej podobizna znajdowała się jakoby w grobowcu znalezionym w pobliżu piramidy schodkowej w Sakkara. 
Według współczesnych ustaleń postać taka nigdy nie istniała, a jej istnienie zostało wywnioskowane z mylnej interpretacji źródeł.
Międzynarodowa Unia Astronomiczna nazwała imieniem Merit Ptah krater na Wenus.